# 장영균
장영균(張永均, 1976년 5월 20일 ~ )은 전 KBO 리그 삼성 라이온즈의 선수이다.

## 출신학교
- 청원중학교
- 동대문상업고등학교
- 인하대학교